# 선수 겸 코치
스포츠에서 선수 겸 코치 혹은 선수 겸 감독은 선수로 뛰면서 동시에 코치 또는 감독직을 하는 팀의 구성원을 말한다. 영어로는 Player-coach가 정확한 용어이지만 한국에서는 플레잉 코치라는 용어로 많이 알려져 있는데, 영어문화권에서도 플레잉 코치라는 표현이 사용되는 경우도 있다. 감독을 영어로 Manager라고 부르는 스포츠에서는 선수 겸 감독을 표현할 때 Player-manager라는 용어를 따로 사용한다.

## 같이 보기
- 라이더 컵